# Альварес, Луис
Лу́ис Уо́лтер А́льварес (англ. Luis Walter Alvarez; 13 июня 1911, Сан-Франциско — 1 сентября 1988, Беркли) — американский физик-экспериментатор, член НАН США (1947). Нобелевский лауреат (1968).

## Биография
Родился в семье профессора Калифорнийского университета, врача и журналиста в области медицины, Уолтера Клемента Альвареса. Учился в Чикагском университете, который окончил в 1932 году. С 1936 года работал в Калифорнийском университете, с 1945 года в должности профессора. Одновременно в 1954—1959 и 1976—1978 годах занимал должность заместителя директора Радиационной лаборатории имени Э. О. Лоуренса в Беркли. В 1969 году избран президентом Американского физического общества.

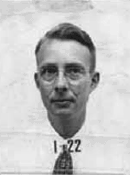
Фотография с пропуска в Лос-Аламос

## Научная деятельность в области физики
Научные работы Альвареса посвящены атомной и ядерной физике, ускорительной технике, физике элементарных частиц и космических лучей, оптике, радиолокации. В 1937 году им был открыт новый тип радиоактивного превращения — явление К-захвата (захват ядром электрона из К-слоя). В 1939 году, воспользовавшись циклотроном как высокочастотным масс-спектрометром, он обнаружил изотоп гелия He-3. Совместно с Ф. Блохом в 1940 году Альварес определил магнитный момент свободного нейтрона. В том же году ему впервые удалось ускорить ионы углерода, одновременно предложив оригинальный селектор скоростей по времени пролёта.
Во время Второй мировой войны он участвовал в разработке атомной бомбы («Манхэттенский проект»), а позже исследовал последствия её применения в Хиросиме. После окончания войны, в 1946 году, им был построен первый линейный ускоритель протонов с трубками дрейфа. Позже Альварес создал первую большую пузырьковую камеру и разработал современную методику работы с такими устройствами, что сделало их пригодными для количественного исследования элементарных частиц. В частности, под его руководством была реализована водородная пузырьковая камера и получены миллионы снимков взаимодействий частиц. Что касается методики, то на её основе, начиная с 1955 года, был осуществлен большой цикл исследований, приведший к открытию в 1960 году короткоживущих нестабильных частиц — так называемых резонансов. Эта работа в 1968 году была удостоена Нобелевской премии по физике («За открытие множества резонансных состояний, ставшее возможным благодаря использованию водородных пузырьковых камер и анализу данных»).
Вместе с большим коллективом исследователей в 1956 году Альварес обнаружил новую элементарную частицу — сигма-нуль-гиперон. В 1955—1956 годах им было экспериментально доказано, что тау- и тета-мезоны имеют приблизительно равные массы и времена жизни, что говорит об идентичности этих частиц. В 1956 Альварес открыл важное явление мюонного катализа, а в 1961 году ещё одну частицу — омега-мезон.

## Деятельность в других областях
Луис Альварес выделялся многогранностью своих интересов. Так, в 1965 году он возглавил экспедицию в Египет, которая при помощи космических лучей попыталась выяснить, существуют ли ещё не найденные (потайные) комнаты в пирамиде Хефрена в Гизе. В 1980 году он вместе со своим сыном Уолтером Альваресом, геологом по специальности, предложил метеоритную гипотезу поздне-мелового вымирания (см. Кратер Чиксулуб, а также Вымирание динозавров), она оказала заметное влияние на взгляды геологов. Основой гипотезы послужили открытые ими в морских отложениях иридиевые аномалии (мел-палеогеновой границы).
Кроме всего прочего, Альварес предложил оригинальную теорию убийства Джона Кеннеди.

## Избранные публикации
- Alvarez L.W., Bloch F. A quantitative determination of the neutron moment in absolute nuclear magnetons // Physical Review. — 1940. — Vol. 57. — P. 111–122. — doi:10.1103/PhysRev.57.111.
- Alvarez L.W. et al. Catalysis of nuclear reactions by μ mesons // Physical Review. — 1957. — Vol. 105. — P. 1127–1128. — doi:10.1103/PhysRev.105.1127.
- Альварец Л. Современное состояние физики элементарных частиц (Нобелевская лекция) // УФН. — 1970. — Т. 100. — С. 93-133. — doi:10.3367/UFNr.0100.197001c.0093.
- Eberhard P.H., Ross R.R., Alvarez L.W., Watt R.D. Search for Magnetic Monopoles in Lunar Material // Physical Review D. — 1971. — Vol. 4. — P. 3260–3272. — doi:10.1103/PhysRevD.4.3260.
- Alvarez L.W., Alvarez W., Asaro F., Michel H.V. Extraterrestrial cause for the Cretaceous-Tertiary extinction // Science. — 1980. — Vol. 208. — P. 1095–1108. — doi:10.1126/science.208.4448.1095.
- Montanari A., Hay R.L., Alvarez W., Asaro F., Michel H.V., Alvarez L.W., Smit J. Spheroids at the Cretaceous-Tertiary boundary are altered impact droplets of basaltic composition // Geology. — 1983. — Vol. 11. — P. 668–671. — doi:10.1130/0091-7613(1983)11<668:SATCBA>2.0.CO;2.
- Alvarez W., Kauffman E.G., Surlyk F., Alvarez L.W., Asaro F., Michel H.V. Impact theory of mass extinctions and the invertebrate fossil record // Science. — 1984. — Vol. 223. — P. 1135–1141. — doi:10.1126/science.223.4641.1135.